# Artenara
Artenara – gmina w Hiszpanii, w prowincji Las Palmas, we wspólnocie autonomicznej Wysp Kanaryjskich, o powierzchni 66,7 km². W 2011 roku gmina liczyła 1242 mieszkańców.